# Seny Dieng
Seny Timothy Dieng (Zúrich, Suiza, 23 de noviembre de 1994) es un futbolista senegalés. Juega de guardameta y su equipo es el Middlesbrough F. C. de la EFL Championship de Inglaterra. Es internacional absoluto por la selección de Senegal desde 2021.

## Trayectoria

### Inicios
Dieng comenzó su carrera en el Red Star Zürich, y en julio de 2011 fichó por el Grasshoppers. Debutó a nivel sénior en noviembre de 2012 en su préstamo al F. C. Grenchen. En sus años en el club de Zúrich no debutó con el primer equipo.
El 2 de febrero de 2016 fichó por el MSV Duisburgo, sin embargo, luego del descenso del club a la 3. Liga, fue liberado.
Sin equipo, jugó a prueba en equipos de Inglaterra como el A. F. C. Fylde, Rochdale A. F. C. y el Barnsley F. C.

### Queens Park Rangers
El 26 de agosto de 2016 fichó por el Queens Park Rangers F. C. Sus primeros años en el club fueron marcados por préstamos a clubes ingleses de menor categoría y el Dundee F. C. que competía en la Scottish Premiership.
El 20 de septiembre de 2020 renovó su contrato con el club hasta 2024. Debutó seis días después en el empate 1-1 contra el Middlesbrough F. C. Se afianzó en la titularidad en la temporada 2020-21, jugando 42 encuentros y registrando 11 vallas invictas.
Anotó un gol el 13 de agosto de 2022 al Sunderland A. F. C., un remate de cabeza en el último minuto que empató el partido.

## Selección nacional
Descendiente senegalés, fue citado a la selección de Senegal en mayo de 2014 para un amistoso ante Colombia. El encuentro terminó 2-2 y estuvo en la banca.
Fue llamado nuevamente en marzo de 2021, y debutó el 30 de marzo en el empate 1-1 ante Suazilandia por la clasificación para la Copa Africana de Naciones de 2021. Fue convocado a la Copa Africana de Naciones 2021, y luego que el titular Edouard Mendy diera positivo en COVID, jugó los primeros dos partidos de la competición que finalmente Senegal ganaría.
En noviembre de 2022 fue includio en el equipo para la Copa Mundial de Fútbol de 2022.

### Participaciones en Copas Africanas
| Copa                           | Sede    | Resultado |
| ------------------------------ | ------- | --------- |
| Copa Africana de Naciones 2021 | Camerún | Campeón   |

### Participaciones en Copas del Mundo
| Copa                           | Sede  | Resultado        |
| ------------------------------ | ----- | ---------------- |
| Copa Mundial de Fútbol de 2022 | Catar | Octavos de final |

## Clubes
| Club                                      | País       | Año           |
| ----------------------------------------- | ---------- | ------------- |
| Red Star Zürich                           | Suiza      | 2010-2011     |
| Grasshoppers II                           | Suiza      | 2011-2012     |
| F. C. Grenchen                            | Suiza      | 2012-2013     |
| Grasshoppers                              | Suiza      | 2013-2016     |
| MSV Duisburgo                             | Alemania   | 2016          |
| A. F. C. Fylde                            | Inglaterra | 2016          |
| Queens Park Rangers F. C.                 | Inglaterra | 2016-2023     |
| Whitehawk F. C. (cedido)                  | Inglaterra | 2017-2018     |
| Hampton & Richmond Borough F. C. (cedido) | Inglaterra | 2018          |
| Stevenage F. C. (cedido)                  | Inglaterra | 2018-2019     |
| Dundee F. C. (cedido)                     | Escocia    | 2019          |
| Doncaster Rovers F. C. (cedido)           | Inglaterra | 2019-2020     |
| Middlesbrough F. C.                       | Inglaterra | 2023-presente |

## Palmarés

### Títulos internacionales
| Título                    | Club (*)             | País    | Año  |
| ------------------------- | -------------------- | ------- | ---- |
| Copa Africana de Naciones | Selección de Senegal | Camerún | 2021 |

(*) Incluyendo la selección.

## Vida personal
Dieng nació y creció en Zúrich, hijo de padre senegalés y madre suiza.